# Arc (Neil Young)
Arc is de naam van een muziekalbum en een radiosingle (Arc, the single) van Neil Young & Crazy Horse uit 1991. Het album kwam aanvankelijk als Arc weld uit in een beperkte oplage van 25.000 stuks. Het album Arc bestaat uit de live-uitvoering van één nummer in het genre noiserock van 35 minuten lang. Op de single is dit ingekort tot 3:25 minuten. Arc weld is een set van twee live-cd's.
Arc is een samenstelling van een aantal fragmenten uit het concert dat Young onder begeleiding van Crazy Horse gaf in 1991. Het is vooral een collage van geluiden. De zang van Young is slechts af en toe te horen met bijvoorbeeld een fragment uit Like a Hurricane en uit Love and only love. Het muziekblad Rolling Stone rekende het in 2012 tot Neil Young's Top 20 obscure songs.
Het heeft veel weg van een band die muziek speelt in de voorbereiding op een lied dat er niet komt, dan wel een eindpartij speelt van een dat er niet is geweest. In een recensie van AllMusic wordt het vergeleken met het album Metal machine music dat Lou Reed in 1975 uitbracht.
Arc is geïnspireerd op een optreden van de noiserockband Sonic Youth in het voorprogramma van Youngs tournee in 1991. In tegenstelling tot de versie van Young kreeg Sonic Youth een slechte ontvangst van het publiek.